# Sphaerodorum indutum
Sphaerodorum indutum är en ringmaskart som beskrevs av Fauchald 1974. Sphaerodorum indutum ingår i släktet Sphaerodorum och familjen Sphaerodoridae. Inga underarter finns listade i Catalogue of Life.